# Voivres-lès-le-Mans
Voivres-lès-le-Mans là một xã trong tỉnh Sarthe ở tây bắc nước Pháp. Xã này có diện tích 11,44 km2, dân số năm 2006 là 1098 người.